# Festningsplassen

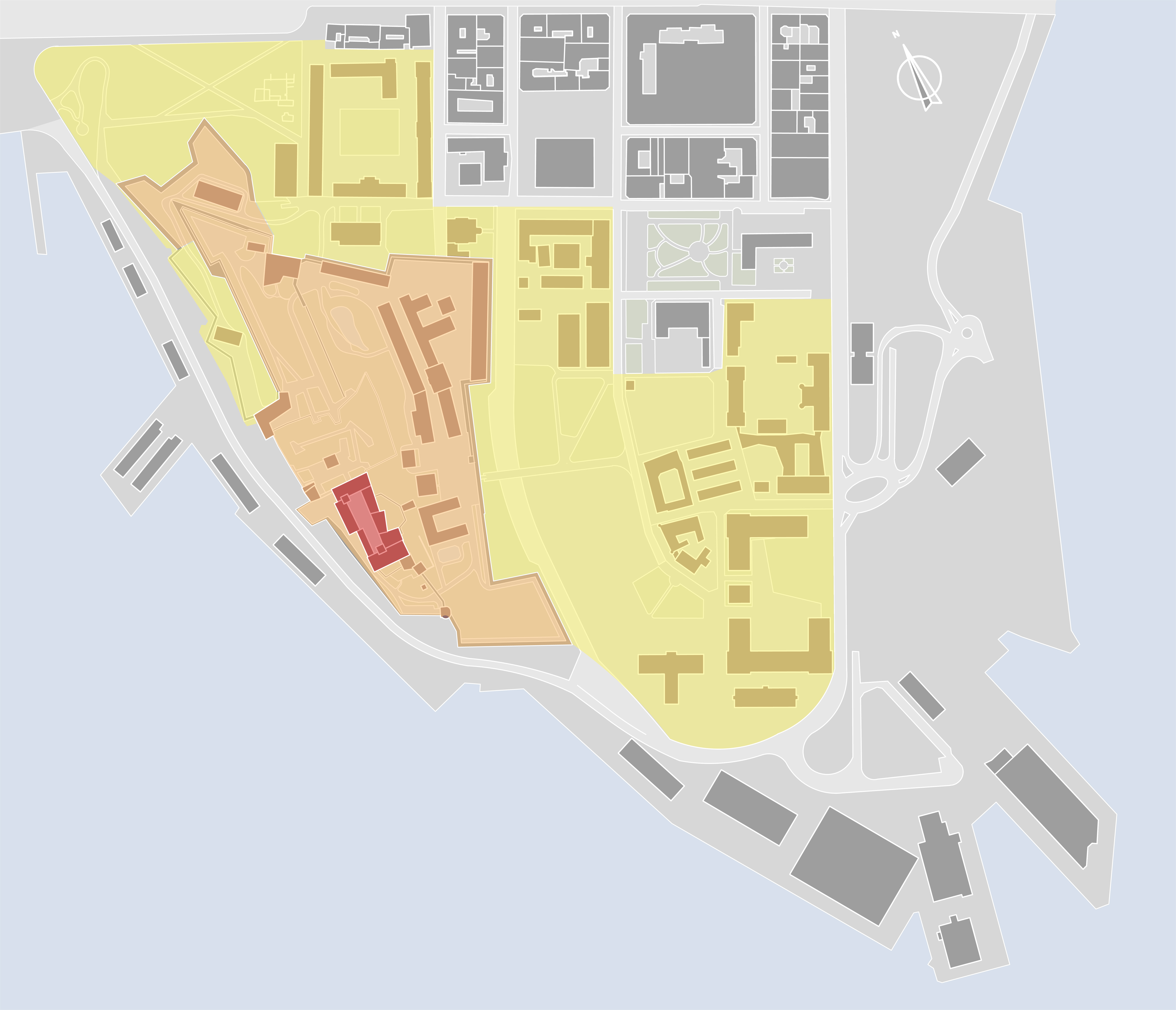
Festningsplassen ligger mitt i bild

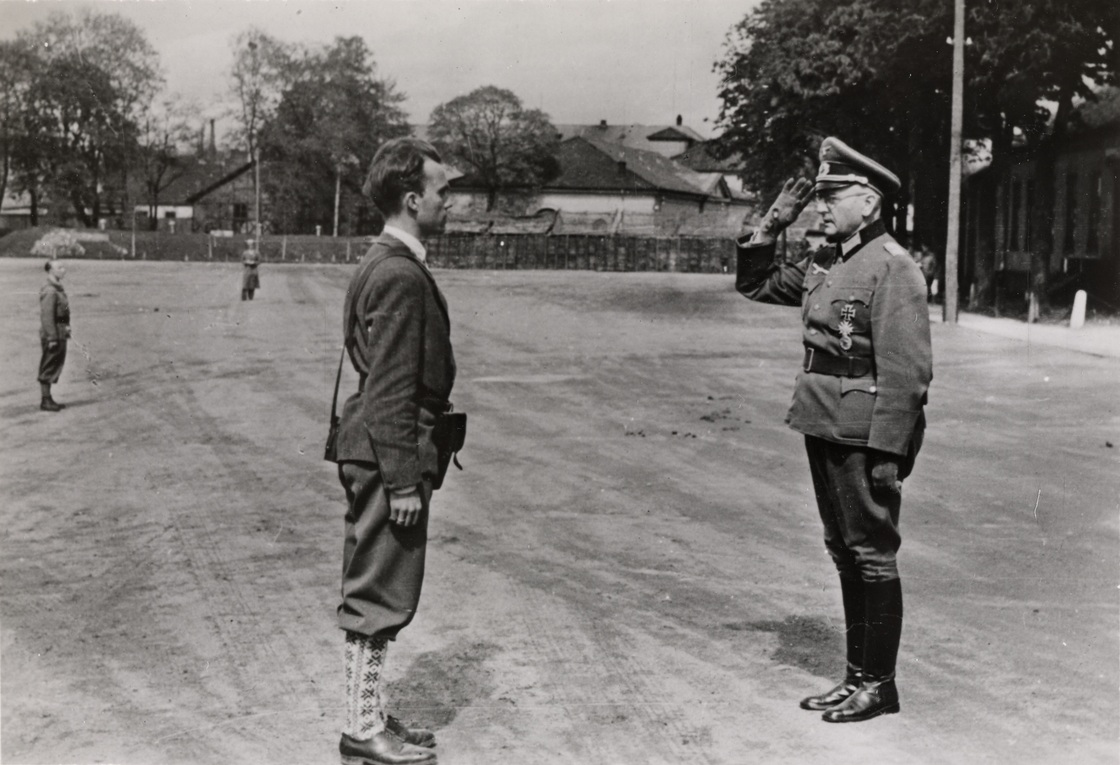
Överlämnande av Akerhus fästning från den tyska ockupationsmakten till Milorg den 11 maj 1945. Fotografi: Johannes Stage

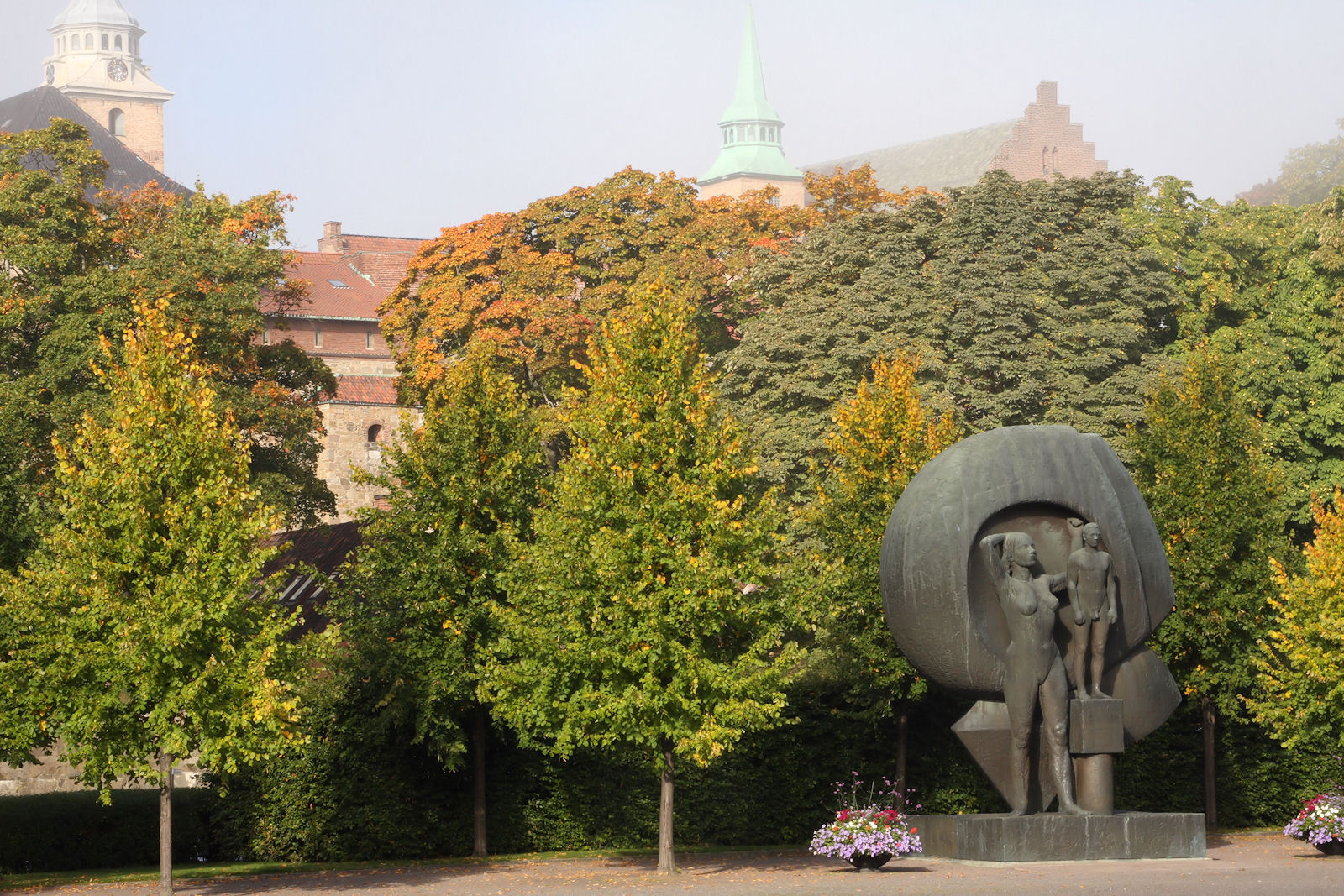
Gunnar Jansons Nasjonalmonumentet for ofrene fra andre verdenskrig på Festningsplassen

Festningsplassen är en öppen plats på Akershus fästning i Oslo. Den avgränsas av Glacisgata i norr, av fästningens gamla bebyggelse i öst och söder samt i väst av Kongens gate. 
Platsens nuvarande utformning är från 1820-1880 och består av två delar: Lilleplassen är den norra delen, med en öst-västlig axel. Den större, sydliga delen, har en nord-sydlig axel. Lilleplassen avgränsas av två ridhus, fästningsporten och Den gamle losjebygningen, av skolhuset i öster samt i söder av baracker och paradbyggnaden. I väster finns en mindre park, där det finns en minnesplakett  över officeren och militärpedagogen Peder Blankenborg Prydz (1776–1827).
Den södra delen av Festningsplassen avgränsas i öster av bebyggelsen, i söder av Gymnastikbyggnaden och i väster av Kongens gate. Vid bron över Kongens gate står Nasjonalmonumentet for ofrene fra andre verdenskrig, utfört av Gunnar Janson och invigt 1970. Det finns också krigsminnesmärken över fallna i Norges flygvapen, i Kompani Linge och Shetlandsgjengen samt soldater fallna i FN-tjänst.
Två viktiga historiska episoder från Festningsplassen är skiftet av flagga på fästningen den 9 juni 1905 efter Norges ensidiga upplösning av unionen med Sverige samt överlämnandet av fästningen från den tyska ockupationsmakten till Hjemmefronten den 11 maj 1945.
Festningsplassen används som uppställningsplats för olika parader genom Oslo stad, bland annat vaktparaden till Oslo slott med Forsvarets Stabsmusikkorps några gånger under sommarhalvåret, Oslos barnparad den 17 maj och paraden vid Norsk Militær Tattoo-veckan, som arrangeras vartannat år. Platsen används också för militära ceremonier, till exempel firande av Frigjøringsdagen den 8 maj med kransnedläggande vid Nasjonalmonumentet for ofren fra andre verdenskrig samt Veterandagen samma datum med utdelning av utmärkelser.

## Bildgalleri

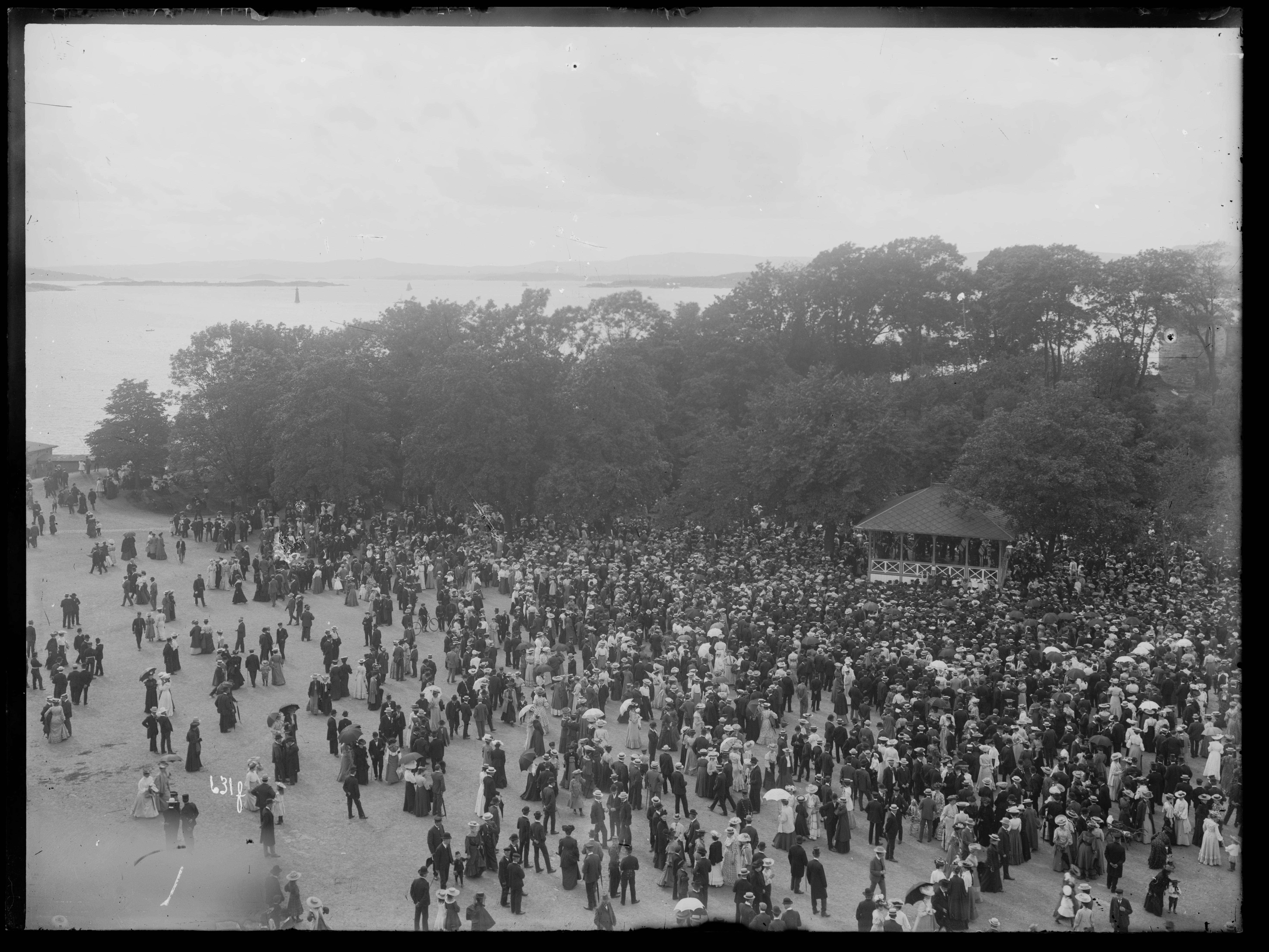
Festningsplassen dagen för folkomröstningen om unionen med Sverige, den 13 augusti 1905
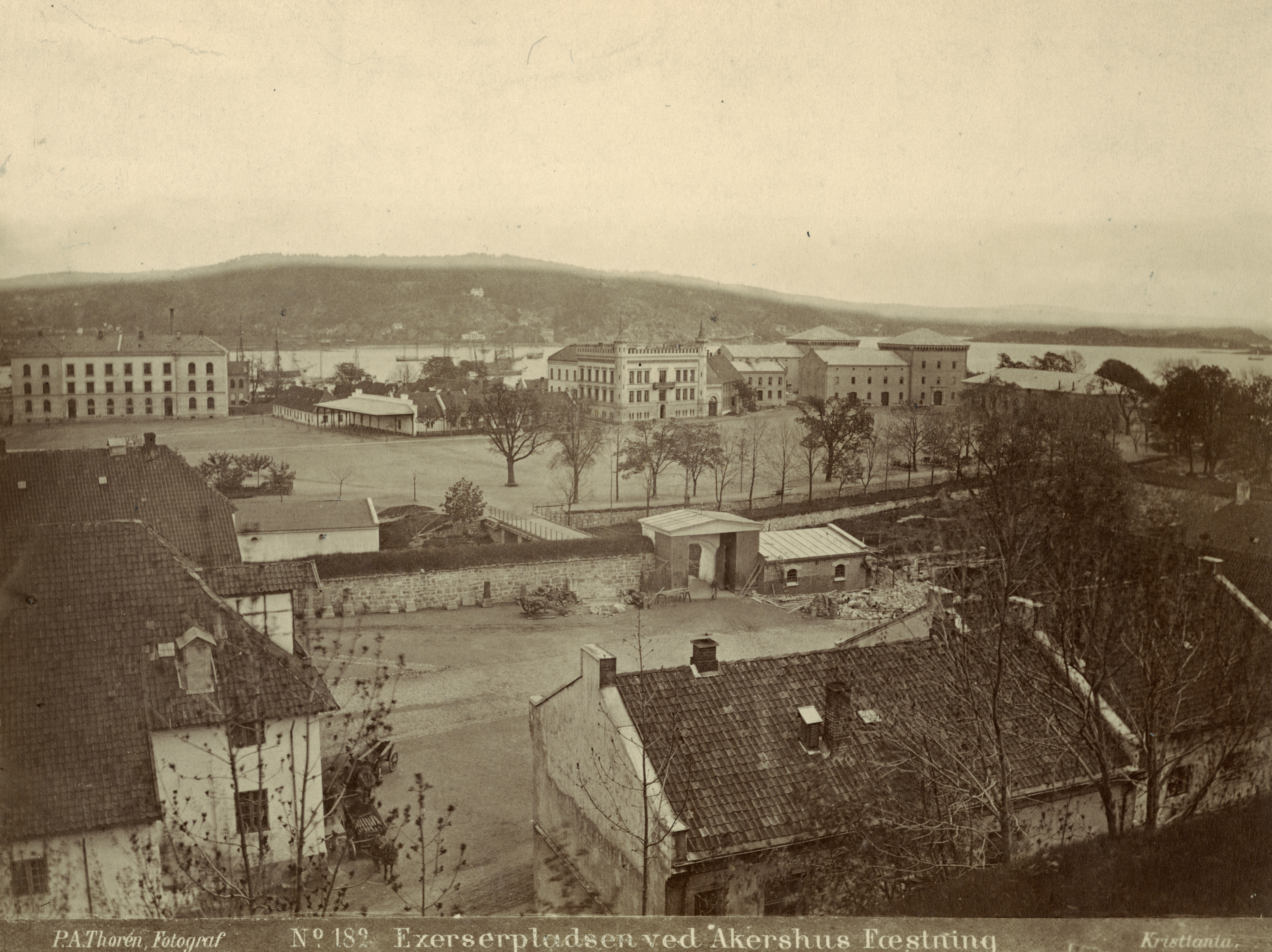
Festningsplassen, före 1909
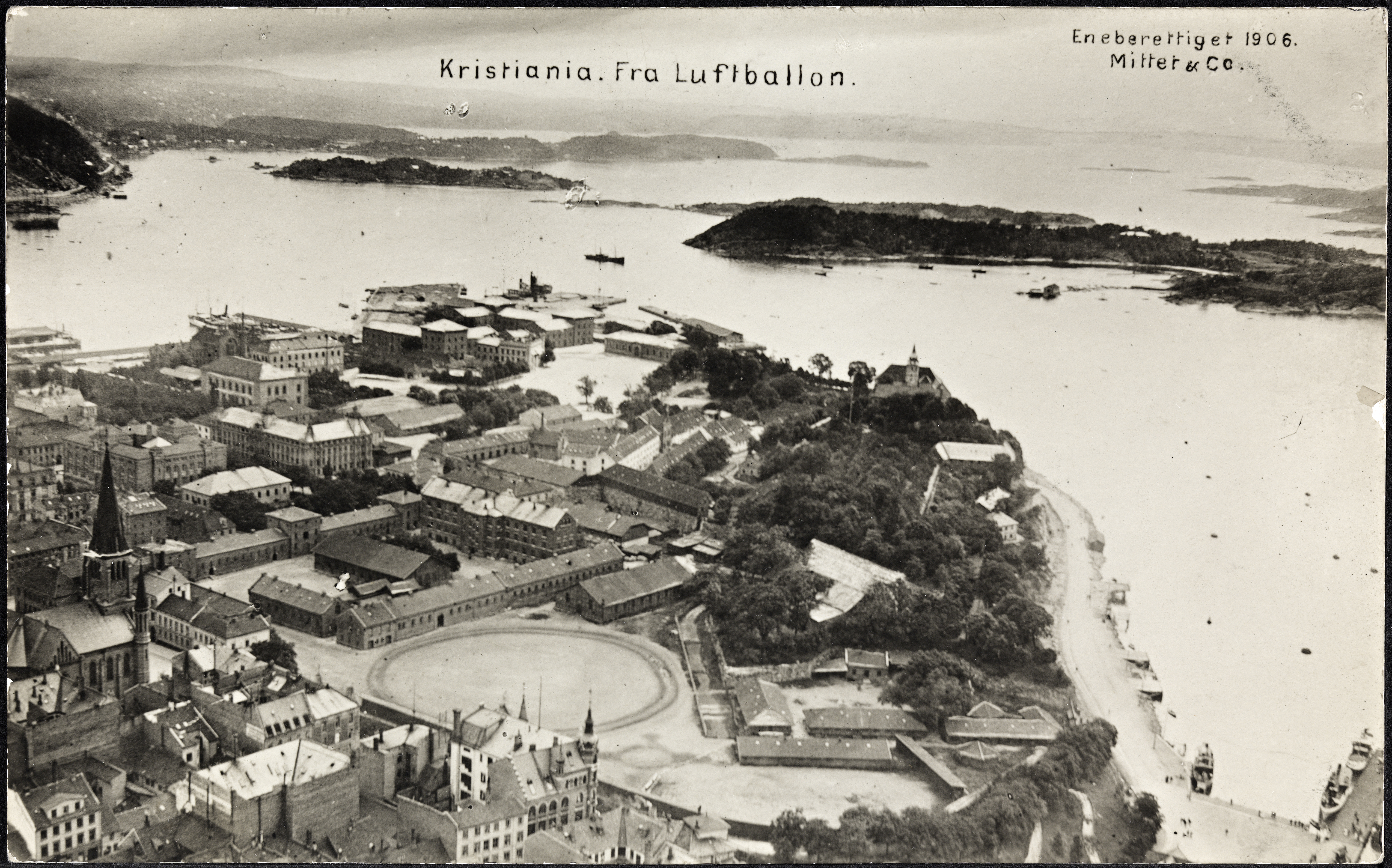
Utsikt mot Akershus fästning från luftballong 1906 med Festningsplassen ungefär mitt i bilden
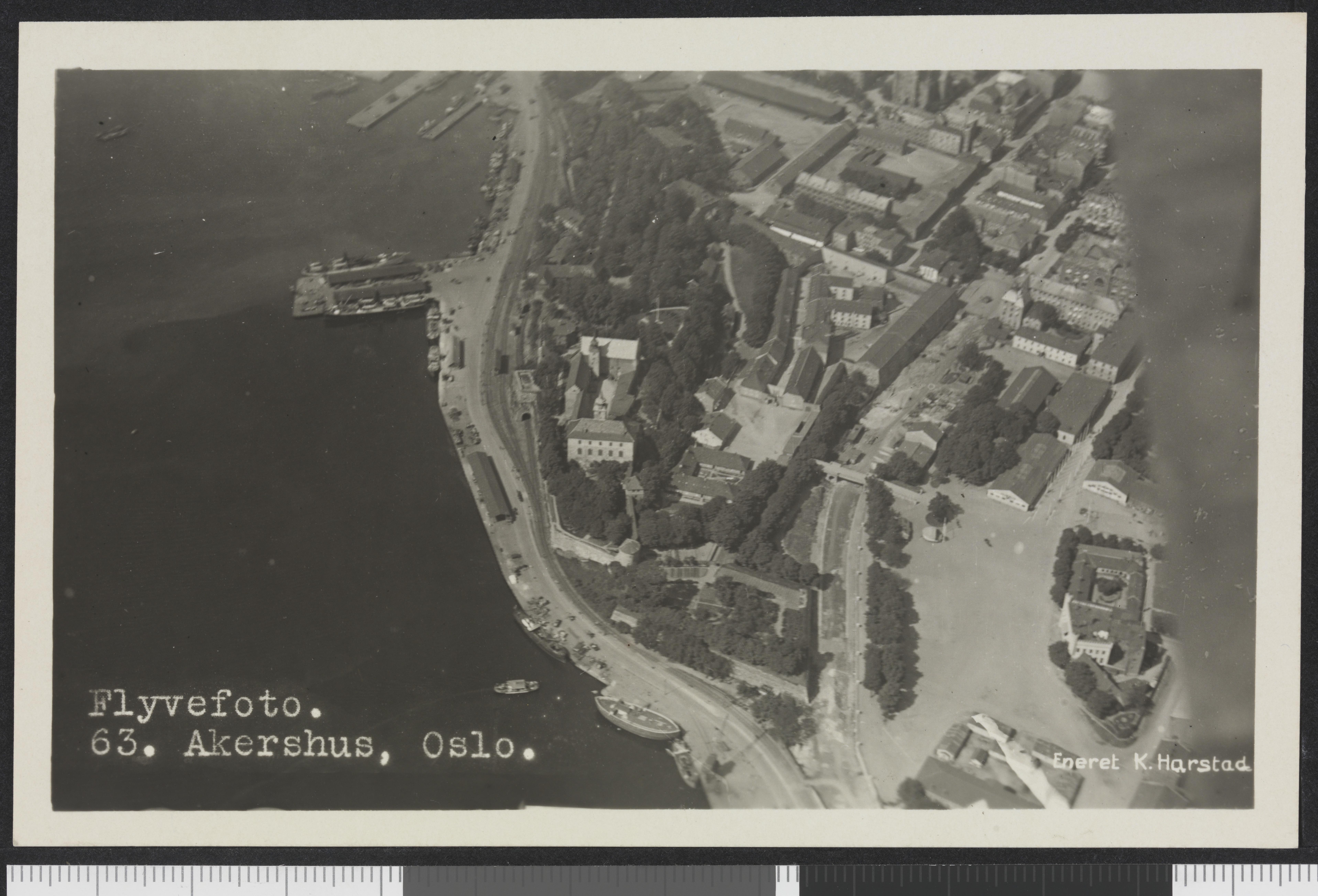
Flygfoto, okänt år